# トレーリング式サスペンション
トレーリング式サスペンションは、サスペンションの一種。　進行方向に対して車輪の前に支持装置の支点がある方式。FF車のリアサスペンションに多く採用されていた。
構造が簡単で乗り心地が良いが、ブレーキの効きが弱くなる為、最近ではあまり採用されていない。